# Jona Island
Jona Island ist eine kleine Insel vor der Westküste des antarktischen Grahamlands im Norden der Antarktischen Halbinsel. Sie ist eine der kleineren der Bennett-Inseln in der Hanusse-Bucht und liegt 5 km nördlich des östlichen Endes von Weertman Island.
Luftaufnahmen der US-amerikanischen Ronne Antarctic Research Expedition (1947–1948) und der britischen Falkland Islands and Dependencies Aerial Survey Expedition (1956–1957) dienten ihrer Kartierung. Das UK Antarctic Place-Names Committee benannte sie 1960 nach dem aus Italien stammenden US-amerikanischen Physiker Franco P. Jona (* 1922), der 1951 eine genaue Bestimmung der elastischen Konstante eines einzelnen Eiskristalls vornahm.